# Tachina piceifrons
Tachina piceifrons är en tvåvingeart som först beskrevs av Townsend 1916.  Tachina piceifrons ingår i släktet Tachina och familjen parasitflugor. Inga underarter finns listade i Catalogue of Life.